# Asociace evropských univerzit
Evropská univerzitní asociace (European University Association, EUA) sdružuje více než 850 univerzit ze 47 zemí a sídlí v Bruselu. Vznikla sloučením CRE a Svazu konference rektorů Evropské unie v roce 2001. Slouží ke spolupráci a výměně zkušeností v oblasti vysokoškolského vzdělání a výzkumu. Členové asociace jsou Evropské univerzity, které se mohou jejím prostřednictvím podílet na všech jejich významných aktivitách jako je např. podpora nejnovějších trendů ve výuce a výzkumu nebo v národní asociaci rektorů.

## Členové

### Česko
- Česká konference rektorů

individuální členství
- Akademie múzických umění v Praze
- Vysoké učení technické v Brně
- Univerzita Karlova
- České vysoké učení technické v Praze
- Česká zemědělská univerzita v Praze
- Univerzita Jana Evangelisty Purkyně v Ústí nad Labem
- Masarykova univerzita
- Mendelova univerzita v Brně
- Univerzita Palackého v Olomouci
- Vysoká škola ekonomická v Praze
- Slezská univerzita v Opavě
- Technická univerzita v Liberci
- Univerzita Tomáše Bati ve Zlíně
- Vysoká škola chemicko-technologická v Praze
- Univerzita Hradec Králové
- Ostravská univerzita
- Univerzita Pardubice
- Veterinární univerzita Brno
- Západočeská univerzita v Plzni
- Vysoká škola báňská – Technická univerzita Ostrava

přidružení
- Association for European Life Science Universities (ICA)